# Skul: The Hero Slayer
Skul: The Hero Slayer est un jeu vidéo d'action et rogue-lite, publié par le studio indépendant SouthPAW Games en accès anticipé en février 2020 puis en version complète en janvier 2021.

## Système de jeu
Le jeu est à défilement horizontal en deux dimensions avec des graphismes en pixel art. Il s'agit d'un jeu d'action avec des mécaniques de rogue-lite,.
Le héros, nommé Skul, peut modifier sa tête pour acquérir différentes capacités et bonus,.

## Développement
Le jeu est mis à disposition par le studio indépendant SouthPAW Games en accès anticipé le 19 février 2020 sur PC puis en version complète en janvier 2021. Le jeu est porté sur PS4, Xbox One et Switch le 21 octobre 2021.
En janvier 2022, les développeurs de SouthPAW Games annoncent que le jeu a passé le cap du million d'exemplaires vendus,.

## Réception
IGN et Nintendo Town lui donnent la note de 8/10 après la sortie de la version finale,. Le jeu est notamment comparé à Dead Cells et The Legend of Zelda: Majora's Mask.